# Autorité nationale indépendante des élections
Pour les articles homonymes, voir ANIE.
L'Autorité nationale indépendante des élections (ANIE) est l'organisme algérien chargé de toute opération électorale et référendaire, créé à la suite des manifestations de 2019 en Algérie.

## Création et attributions
L'ANIE est créée le 15 septembre 2019 par une loi organique. Elle gère, selon cette loi, toutes les étapes du processus électoral à partir de la préparation des élections jusqu'à la proclamation des résultats préliminaires, prérogatives autrefois du ministère de l’Intérieur. Il y a lieu également de noter le transfert de certaines prérogatives du Conseil constitutionnel vers l'Autorité indépendante.

## Composition et fonctionnement de l’ANIE
L’autorité indépendante est constituée d’un conseil, d’un bureau et d’un président.
L’autorité indépendante dispose de démembrements représentés par des délégations de wilayas, assistée de membres des délégations au niveau des communes et des représentations diplomatiques et consulaires.

### Le membre de l’autorité indépendante
Tout membre de l'ANIE doit remplir, notamment, les conditions suivantes :
- être inscrit sur une liste électorale ;
- ne pas avoir adhéré à un parti politique pendant cinq ans, au moins ;
- ne pas occuper une haute fonction au sein de l’État ;
- ne pas être membre au sein d’assemblées populaires locales ou parlementaires ;
- ne pas avoir fait l’objet de condamnation définitive pour crime ou délit privatif de liberté et non réhabilité.

Le membre de l’autorité indépendante ne peut se porter candidat durant son mandat. Il ne peut participer aux activités de campagne électorale ou de soutien à un candidat.

### Le Conseil de l’autorité indépendante
Le conseil de l’autorité indépendante est composé initialement de cinquante membres (loi organique 19-07), réduit à vingt membres par l'ordonnance 21-01 portant loi organique relative au régime électoral. Ils sont désignés par le président de la République parmi des personnalités indépendantes, dont un (1) issu de la communauté algérienne établie à l’étranger pour un mandat de six (6) ans non renouvelable.

### Le bureau de l’autorité indépendante
Le président est assisté, dans l’exercice de ses missions, d’un bureau composé de huit membres, dont deux vice-présidents.
Les membres du bureau de l’autorité indépendante sont élus parmi les membres du conseil pour une période n’excédant pas deux ans.

### Le président
Le président de l’autorité indépendante est élu par les membres du conseil de l’autorité indépendante à la majorité des voix. Son mandat est de six ans, non renouvelable.
Mohamed Charfi est président de l'institution de 2019 au 27 novembre 2024. En avril 2025, Karim Khelfane est mentionné comme président par interim de l'institution.

## Critiques
D'après Mohamed Charfi, président de l'ANIE, les procédures relatives à la surveillance des élections « relèguent la fraude au domaine de l’impossible ». « Je pense que personne n’oserait une tentative de fraude », avec ce qui sera assuré comme procédure. « L’ANIE jouit de tous les pouvoirs pour travailler loin de toute instigation. ». Évoquant les différences entre l’ANIE et son prédécesseur, à savoir la Haute instance indépendante de surveillance des élections (HIISE), M. Charfi a qualifié de « profonds » les points de divergence entre les deux instances.
Mais selon l’opposition, l’Autorité nationale indépendante des élections ne jouit pas de toute l’indépendance que requiert le rôle qui lui est dévolu. Ahmed Betatache, ancien premier secrétaire national du FFS note que « tous les membres, à commencer par le président de cette instance, sont nommés par décret présidentiel, donc par le chef du pouvoir exécutif ».
En juin 2023, le président de l'ANIE estime que celle-ci « nécessite un toilettage de l’intérieur dans le but de sa préservation  des forces occultes », précisant que « les menaces sont réelles et (...) que l’ANIE est minée de l’intérieur ».
Lors de l'élection présidentielle algérienne de 2024, le taux de participation final, annoncé par l'ANIE en pleine nuit trois heures après la fermeture des bureaux de vote, qui passe de 26,46 à 48,03 % en trois heures, questionne les observateurs et opposants. À cette occasion, le président de l'ANIE indique que le taux de participation à ce scrutin « témoigne du haut degré de maturité électorale du peuple algérien, toutes composantes confondues ». Il s'agirait en fait d'une moyenne des taux participations de chaque wilaya divisé par le nombre total de celles-ci. Le taux de participation réel serait compris entre 23 et 25 %, ce qui serait le taux le plus bas de l'histoire. Le candidat du MSP dénonce pour sa part, des manœuvres visant à « gonfler » les chiffres du scrutin, dont le taux de participation, la non-publication des procès-verbaux des bureaux de vote, ainsi que des cas de votes massifs par procuration,.
Les irrégularités sont telles qu'au soir du 8 septembre, les trois candidats publient un communiqué commun où ils prennent leurs distances avec les chiffres annoncés de la participation et des scores qu'ils ont obtenus. C'est la première fois qu'un président élu dénonce les résultats le donnant vainqueur. Ces chiffres auraient ainsi été produits par excès de zèle de la part de l'ANIE. Aouchiche et Hassani Cherif annoncent déposer des recours auprès de la Cour constitutionnelle,, recours déposés le 10 septembre.
Les résultats définitifs sont annoncés le 14 septembre, ils diffèrent de façon significative des résultats préliminaires publiés par l'ANIE. En plus des 5,6 millions de votes valides initialement annoncés, 3,8 millions de voix supplémentaires sont comptabilisées, attribuées pour 69 % d'entre-elles à Tebboune, 19 % à Hassani Cherif, et 12 % à Aouchiche. Tebboune voit ainsi son score passer de 94,65 % à 84,30 %, quand les deux autres candidats triplent chacun leur score, passant de 3,18 % à 9,56 % pour Hassani Cherif, et de 2,17 % à 6,14 % pour Aouchiche.